# Efim Ucitel
Efim Ucitel (în rusă Ефи́м Ю́льевич Учи́тель; n. 28 octombrie 1913, Tiraspol, Imperiul Rus – d. 18 august 1988, Leningrad, RSFS Rusă, URSS) a fost un operator și regizor cinematografic rus, cunoscut în special pentru lucrările sale despre apărarea Leningradului în timpul celui de-al Doilea Război Mondial.